# Lenz-Typ ii
Der Lenz-Typ ii waren Dampflokomotiven der Bauart Mallet mit 1000 mm Spurweite und einer Achslast von 5 t, die auf verschiedenen Bahnen im Einsatz waren, auf denen die Firma Lenz & Co. die Betriebsführung hatte.

## Bauart Vulcan
Auf der Franzburger Kreisbahnen (FKB) waren zu Beginn nur leichte zweiachsige Lokomotiven vorhanden. Für das gesteigerte Verkehrsbedürfnis bestellte die Firma Lenz & Co., die die Betriebsführung innehatte, bei der Firma AG Vulcan in Stettin eine Malletlokomotive, die aufgrund der Spurweite und der Achslast als Typ ii bezeichnet wurde und die Nr. 7 erhielt.
Der Rahmen war als Innenrahmen ausgeführt, sowohl für den Hauptrahmen als auch für das vordere Triebgestell. Die vier Triebwerke waren als Verbundtriebwerke ausgeführt und besaßen Heusinger-Steuerung mit Flachschieber. Ursprünglich besaß die Lok einen Kobelschornstein, der aber schon bald durch einen normalen Schornstein ersetzt wurde. Die Vorräte waren seitlich vom Kessel untergebracht.
Diese Lokomotive bewährte sich gut, so dass 1910 eine weitere Lok derselben Bauart gekauft wurde (Nr. 8).
Beide Loks waren auch noch bei der Übernahme der Franzburger Kreisbahnen durch die Reichsbahn am 1. April 1949 im Einsatz und bekamen die Betriebsnummern 99 5621 und 5622.
1967 bzw. 1969 wurden sie abgestellt.

## Bauart Orenstein & Koppel
Auch die Greifenberger Kleinbahn in Pommern benötigte nach der Umspurung auf Meterspur stärkere Lokomotiven. Diese wurden von Orenstein & Koppel zwischen 1903 und 1910 gebaut und erhielten die Nummern 11 bis 16.
Eine gleichartige Lokomotive ging an die Kolberger Kleinbahn.
Auch diese Bauart verfügte über einen Innenrahmen. Als Steuerung kam die O&K-Patentsteuerung zum Einsatz.
Die Lokomotiven verfügten über einen rückwärtigen Kohlenkasten.
Drei der Greifenberger und die Kolberger Lok wurden 1915 an die Heeresfeldbahnen abgegeben, kehrten aber nicht mehr zurück.
Die drei übrigen überstanden auch den Zweiten Weltkrieg und wurden von der Polnischen Staatsbahn (PKP), die die Bahn übernahm, als Tx 7 eingeordnet.

## Bauart Hanomag
Hanomag baute ab 1911 ebenfalls sieben ähnliche Malletloks für die Pommerschen Bahnen. Ab 1910 lag die Betriebsführung allerdings nicht mehr bei Lenz&Co., sondern bei der Kleinbahnabteilung der Provinzialverwaltung, die aber die Typklassen von Lenz übernahm und diese Loks ebenfalls als Typ ii einordneten. Sie hatten folgende Einsatzorte
- zwei bei der Kolberger Kleinbahn, im Einsatz mit den Nummern 8 bis 9
- eine bei der Saatziger Kleinbahnen, ab etwa 1925  bei Kolberger Kleinbahn  Nr. 10
- zwei bei der Greifenberger Kleinbahn, Nummer 17 und 18
- eine bei der Regenwalder Bahnen, Nummer 11
- eine bei der Franzburger Kreisbahnen, Nummer 9.

Bis auf die Lokomotive der Saatziger Kleinbahn wurden alle Lokomotiven zwischen 1914 und 1917 an die Heeresfeldbahnen abgegeben und kehrten nicht mehr zu ihren Stammbahnen zurück.
Die Lokomotive mit der Nr. 10 überstand sogar den Zweiten Weltkrieg und fuhr ab 1945 mit der Nummer PKP Tx 7. 1951 wurde sie in eine dreikupplige Lokomotive (C1) umgebaut, 1957 dann verschrottet.
Diese Loks waren in den äußeren Maßen weitgehend mit den O&K Maschinen identisch, hatten ebenfalls Innenrahmen für beide Triebwerke, diesmal aber Heusinger-Steuerung. Sie verfügten auch über einen hinteren Kohlenkasten.

## Fußnote
1. ↑  Termin der Verstaatlichung fast aller Privatbahnen in der DDR